# ラテン詩

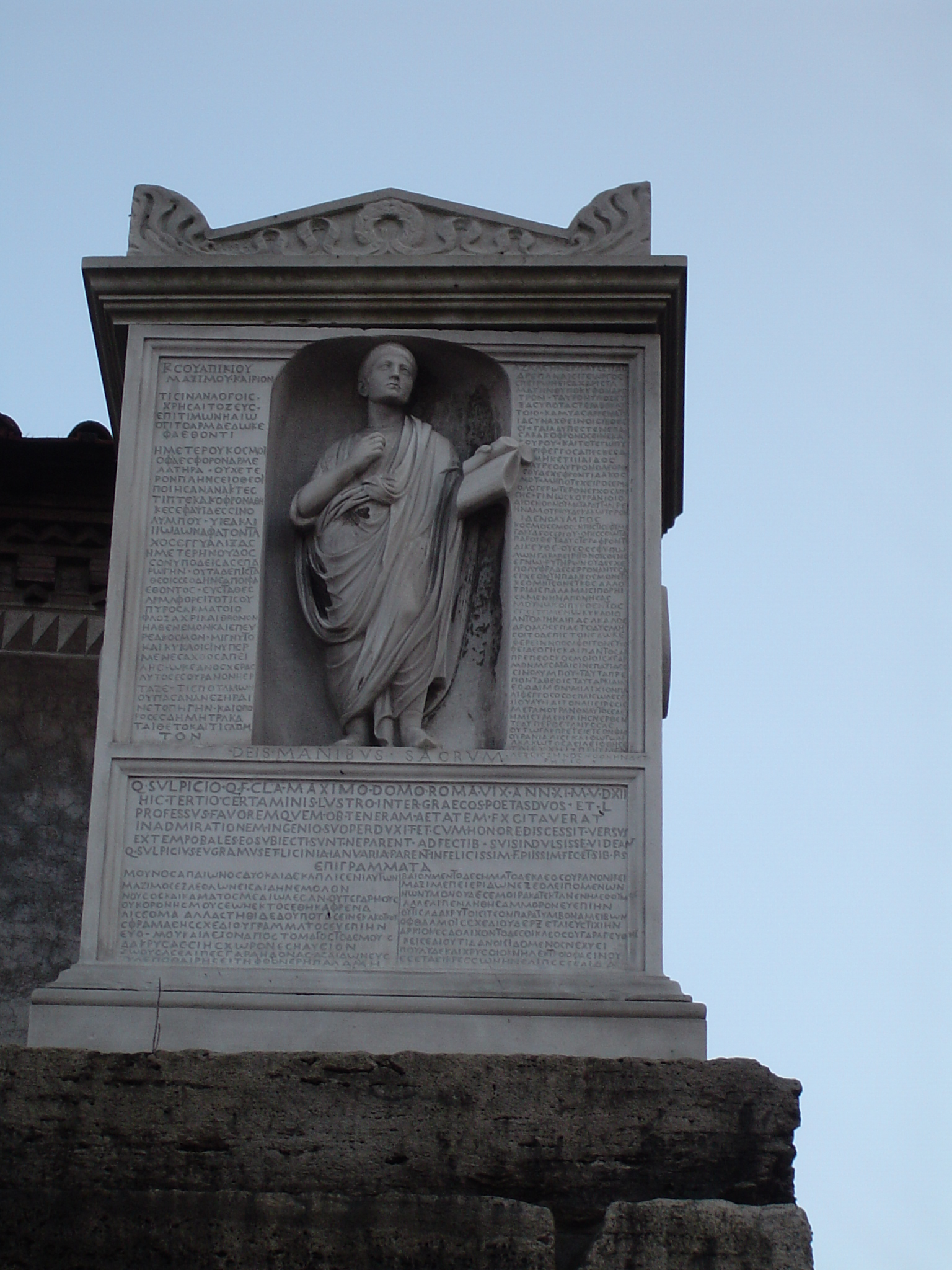
西暦95年に詩のコンテストで優勝した11歳の子供を記念するローマのサラリア門にある記念碑

ラテン詩は、ラテン文学における詩である。

## 歴史
ラテン詩の歴史は、ギリシアのモデルを適応したものとみられる。ラテン文学の現存する最古の例であるプラウトゥスの詩コメディは、紀元前205年から184年頃に書かれたと推定されている。学者たちは基本的に、ラテン文学の起源をギリシア人奴隷のルキウス・リウィウス・アンドロニクスが紀元前240年に上演した詩の戯曲とする。ルキウスは、ギリシアのコメディをローマの聴衆のためにラテン語に翻訳したが、ギリシア劇場の韻律を変えることはなかった。ルキウスの後継者であるプラウトゥス（紀元前254年 - 184年頃）とプビリウス・テレンティウス・アフェル（紀元前195年／185年頃 - 紀元前159年頃）の2人は、ギリシア劇場から持ってきた詩を古典ラテン詩の韻律に変えた。
事実上リウィウスの同時代人であるエンニウス（紀元前239 - 169年）は、ギリシアの叙事詩の伝統的な韻律であるダクテュロス・ヘクサメトロス（長短短六歩格）をラテン文学に導入した。
後期共和政ローマでは、カリマコスに影響を受け、イタリア地方出身の都会的で裕福な若者で構成されたネオテリック派の詩人、カトゥルスなどが現れた。カトゥルスはカリマコスと同様に短い詩の好み、さまざまなギリシアの韻律を用いた。
ホラティウスは、共和政ローマからローマ帝国に及んで、カトゥルスと同様にギリシアの叙情的な形式で書いた。この他、ホラティウスの詩はアルカイオスやアルキロコスに影響を受け、アルカイオス風韻文やイアンボスを用いた。ホラティウスはウェルギリウスの同時代人であり、ダクテュロス・ヘクサメトロスで詩を書いたが、会話と書簡を用いた。ウェルギリウスのヘクサメトロスは一般的に「ラテン文学において最高の韻律法」とみなされている。